# Trăng trối

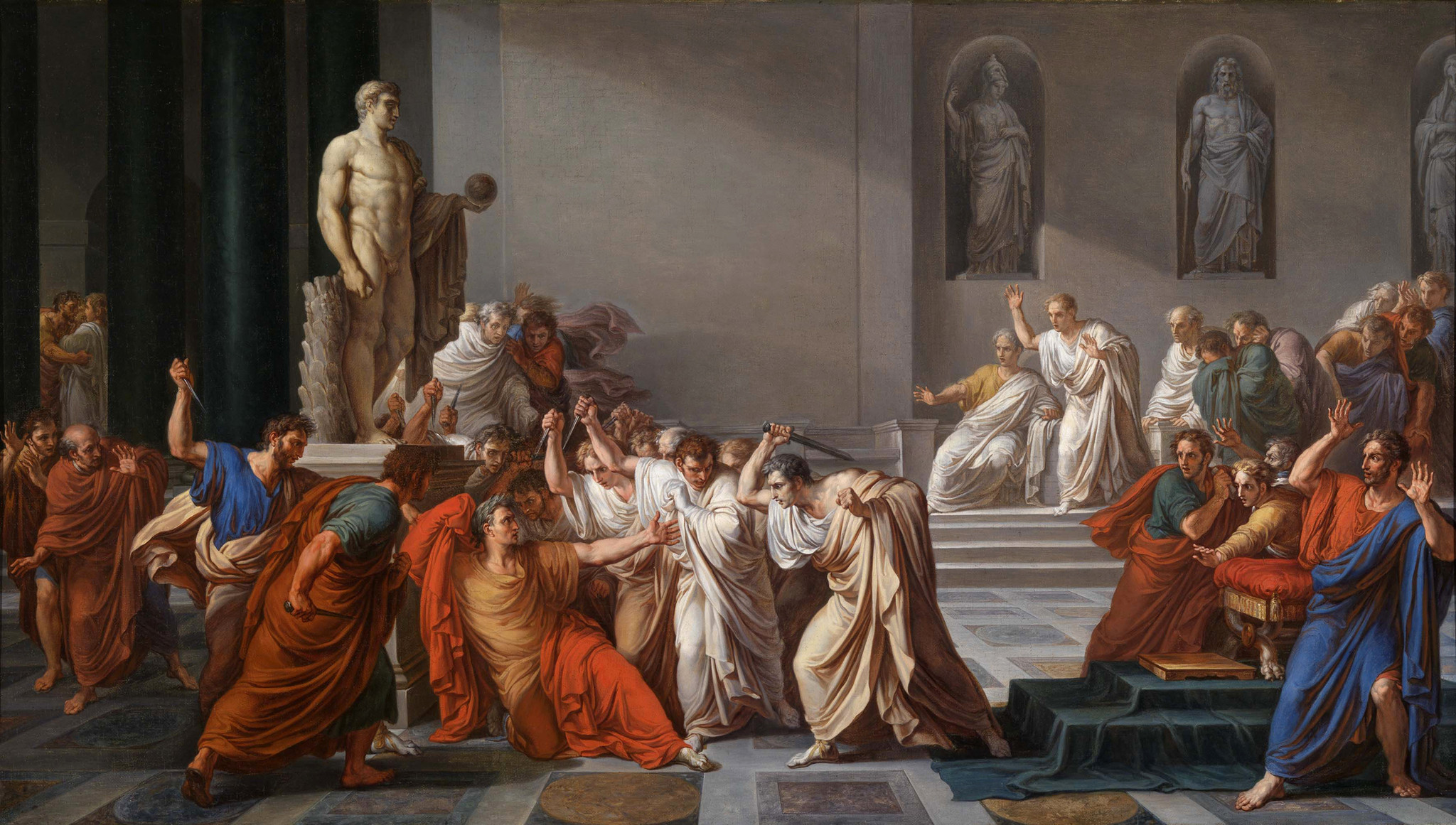
Tranh vẽ miêu tả cảnh Julius Caesar bị ám sát. Trong lời trăng trối, Caesar có thể đã ngầm chỉ ra rằng Brutus đã tham gia vào vụ giết người này.

Trăng trối (hay chăn chối, hay lời trối) là những lời nói cuối cùng của người sắp chết. Những lời nói cuối này có thể không được viết lại hoặc ghi âm lại, do đó có thể sẽ bị kể lại không toàn văn bởi người chứng kiến. Lời trăng trối có thể là những mong muốn của con người khi sắp chết, nhằm muốn người sống thực hiện được, như di chúc; hoặc có thể là lời thú nhận một sai lầm, tội lỗi trong quá khứ; hoặc có thể là lời tố cáo trước khi chết; hoặc những nội dung khác.

## Trăng trối bởi người nổi tiếng
"Mày nữa, con của ta?"
("καὶ σὺ, τέκνον;")
— Julius Caesar, (15 tháng 3 năm 44 TCN).